# Adão Dãxalebaradã
Adão dos Santos Tiago o Adão Dãxalebaradã (1955 - 2004) es un cantautor y actor brasileño. Su obra gira alrededor de las religiones afrobrasileñas, compuso cerca de 500 canciones sobre el tema. Su nombre artístico, "Xalebaradã", significa principio, medio y fin en yoruba. 

## Biografía
Desde los 9 años vivió en la calle o interno de la Fundación provincial del bienestar del menor (Febem). Se relacionó con traficantes ilegales, viéndose envuelto en un tiroteo con la policía en él fue alcanzado, lo que le dejó paralítico y por lo que arrastró problemas de salud durante toda su vida. Cumplió varias penas de reclusión en el reformatorio de Pasa Cuatro, en Minas Gerais. Fue expulsado del ejército, y se unió a la guerrilla en la década de 1970.
Murió a los 50 años el 20 de enero de 2004 en el Hospital Miguel Couto de Río, víctima de una hepatitis C con infección generalizada, siendo enterrado en el cementerio Son João Batista. Dejó dos hijos: Ortinho y Luanda.

## Obra
Entre 1997 y 1999 fue locutor de la radio comunitaria de Morro do Cantagalo, Ipanema, donde residía.
Walter Salles, director de cine, y Daniela Thomas, filmaron en 1998 el cortometraje basado en su vida Adão ou Somos Todos Filhos da Terra (Somos todos hijos de la tierra), premiado en el Festival de Cine de Tiradentes en Minas Gerais. En 1999 Salles filmaba con él O Primeiro Dia, y posteriormente el video musical de "Armas e Paz" para su álbum del mismo nombre.
En 2002 el cineasta Fernando Meirelles le contrató para actuar en la película Ciudad de Dios, en el papel de Padre Santo.
En 2003 lanza su única publicación musical, Escolástica, álbum producido por Antonio Pinto. De género reggae, con asomos de afropop y dub, refleja sus opiniones religiosas y políticas. 

## Composiciones
- África
- Armas & paz
- Armas & paz (remix)
- Bibi Lobi Woa
- Computador
- Deus é um negrão
- Diamante
- Escolástica
- Ilalaa
- Luanda
- Vida curta
- Vida Curta (remix)
- Vida curta
- Xirê

## Discografía
- 2003 - Escolástica